# Dumitru Popescu (antreprenor)

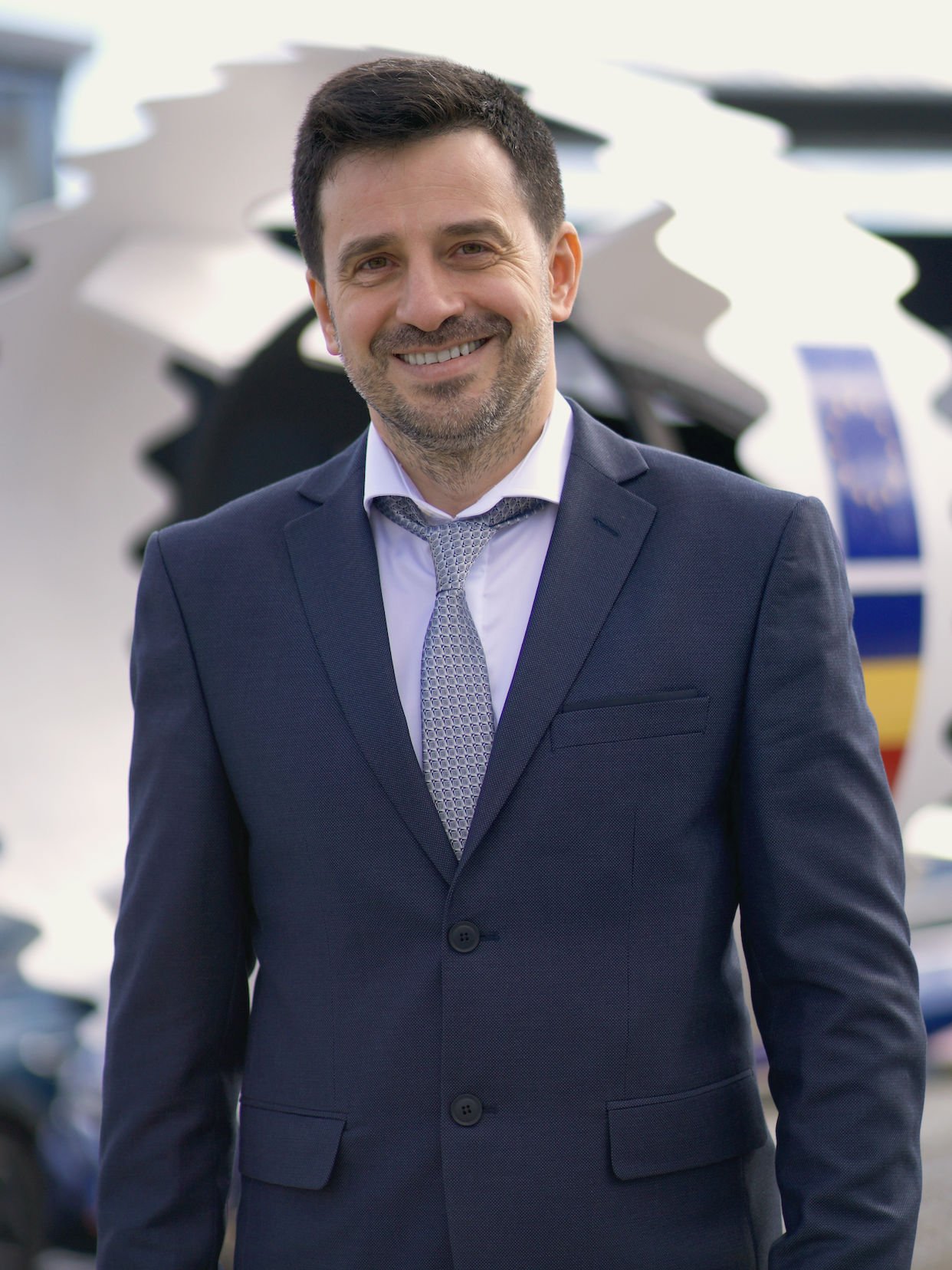
Dumitru Popescu, în 2022

Dumitru Popescu (n. 2 ianuarie 1977, Râmnicu Vâlcea) este un antreprenor român, designer de tehnologii aerospațiale, președintele Asociației Române pentru Cosmonautică și Aeronautică (ARCA).. Website oficial: https://www.dumitrupopescu.com/

## Copilăria și familia
Dumitru Popescu s-a născut la data 2 ianuarie 1977, în Râmnicu Vâlcea. Mama sa, Maria și tatăl său Dumitru s-au întâlnit atunci când amândoi lucrau la arhive la Primăria Vâlcea în 1975.  Tatăl său, absolvent al Facultății de Drept din cadrul Universității București, avea să urmeze o carieră de ofițer de Miliție,  provenind dintr-o familie de militari de carieră, iar mama sa aceea de contabilă.   În 1982 a văzut pentru prima oară două avione de vânătoare MiG-21 zburând la joasă altitudine deasupra municipiului Slatina. Acest lucru l-a influențat foarte mult încât să decidă să urmeze o carieră în domeniul aviației. Tot în anii copilăriei a început să fie interesat de domeniul cosmonauticii. 

## Educație
A urmat cursurile Școlii Generale nr.1 din Râmnicu Vâlcea. A urmat cursurile Liceului Teologic din Râmnicu Vâlcea.  În 1997 Dumitru Popescu a fost admis la Universitatea Politehnica din București, Facultatea de Inginerie Aerospațială și la Facultatea de Teologie din cadrul ULBS. În 2001, a absolvit Facultatea de Teologie, iar studiile Facultății de Inginerie Aerospațială le-a întrerupt în anul III, pentru a se dedica proiectelor ARCA.

## Activitatea de afaceri
În anul 1998, împreună cu un grup de studenți, a înființat ARCA, și, la scurt timp au construit rachetele Demonstrator 2 și 2B, apoi și Orizont și Stabilo.
Popescu a reprezentat ARCA la evenimente majore ale X Prize Foundation (XPF), participând la competiții ca X Prize Teams Meeting (2004), X Prize Gala (2004) și X Prize Cup (2005, 2006).
ARCA a încheiat în 2003 primul contract major de sponsorizare cu Rompetrol pentru lansarea rachetei Demonstrator 2B.
În 2007, a reprezentat ARCA în competiția Google Lunar X Prize, la San Francisco, SUA.  
În 2009 ARCA a semnat un contract de sponsorizare în valoare de 300.000 Euro, cu BRD - Groupe Société Générale, pentru participarea în Google Lunar X Prize.
În 2012 ARCA a semnat cu Agenția Spațială Europeană (ESA) un contract de 1,1 milioane dolari pentru testarea parașutelor pentru nava spațială ExoMars.
Popescu a fondat în Statele Unite, în 2014, ARCA Space Corporation, o corporație care a continuat proiectele desfășurate de ARCA în România. Noua companie a primit o investiție de cca. 1 milion dolari de la Anova Technologies din Chicago pentru dezvoltarea dronei AirStrato.
În 2015 ARCA și Spaceport America au încheiat un parteneriat pentru testarea dronei AirStrato în spațiul aerian al spaceportului.
În 2017 ARCA a semnat un contract cu DARPA pentru tehnologia ArcaBoard pentru aplicații militare.
În 2017 ARCA a semnat un acord de parteneriat cu US Air Force Space Command pentru lansarea rachetei Haas 2CA.
În 2021 Ministerul Apărării a avizat favorabil cerere de sprijin logistic naval pentru lansarea EcoRocket. Acesta a fost urmat de avizul Forțelor Aeriene și ROMATSA, toate costurile fiind suportate integral de către ARCA din surse exclusiv private.

## Tehnologi dezvoltate

### Demonstrator 2B
În 2004 Dumitru a fost director de proiect și de lansare pentru racheta Demonstrator 2B, care a fost lansată cu succes de pe Poligonul Forțelor Aeriene de la Capu Midia. Demonstrator 2B a devenit prima rachetă din lume cu motor monopropelant reutilizabil din materiale compozite.

### Stabilo
În anul 2006, Dumitru Popescu a fost director de proiect pentru vehiculul suborbital pilotat Stabilo. El a coordonat zborurile Misiunilor 1 și 2, precum și testele la sol. Complexele lansate în cadrul Misiunilor 1 și 2 au ajuns pentru prima dată în stratosferă. Vehiculele Stabilo au fost ridicate în stratosferă cu cele mai mari baloane solare din lume construite la ARCA. 

### Helen
Dumitru Popescu a fost director de proiect pentru racheta spațială Helen și pentru misiunea de lansare a rachetei, desfășurată cu succes la data de 1 octombrie 2010, așa cum anunța Popescu în cadrul conferinței de presă organizată după eveniment. Lansarea a avut loc cu sprijinul logistic al navei NSSL 281 Constanța aparținând Forțelor Navale Române. [13]

### Haas
În 2012 Dumitru Popescu a prezentat prezentat în Piața Victoriei racheta lansatoare de sateliți Haas 2C, realizată de către ARCA  Proiectul a fost continuat și în New Mexico, acolo unde a început construcția variantei Haas 2CA, echipată cu un motor aerospike. Aceasta a fost prezentată public de către Popescu, în Alamogordo, la Muzeul de Istorie a Zborului Spațial, în 2017. 

### ExoMars
În decembrie 2012 Dumitru Popescu anunța în cadrul unei conferințe de presă că ARCA a obținut un contract de 1 milion $ cu Agenția Spațială Europeană pentru testarea parașutelor pentru nava spațială ExoMars. Contractul prevedea ca ARCA sa să construiască vehiculul de test de mare altitudine și să testeze în zbor acest vehicul 

### AirStrato
În anul 2014 Dumitru Popescu anunța existența dronei AirStrato dezvoltată de ARCA.  În 2015, Dumitru Popescu, alături de guvernatorul statului New Mexico, Susana Martinez, au prezentat în Las Cruces, planurile companiei lui Popescu pentru continuarea testării și fabricația dronei AirStrato în statul american.   În 2017 Popescu a vândut proiectul AirStrato companiei americane Anova Technologies. 

### ArcaBoard
Dumitru Popescu a inițiat și a proiectat în New Mexico, în anul 2015, o placă zburătoare numită ArcaBoard , un produs care amintește de placa zburătoare din filmul Back to the Future II. Filmul “profețea” în 1989, că în anul 2015 această tehnologie ar putea exista în realitate. Popescu a prezentat ArcaBoard în 2016 în fața prințului Albert II de Monaco, și a Prim-Ministrului Serge Telle, în cadrul unui eveniment public desfășurat în Principat. Popescu însuși a demonstrat ArcaBoard în fața oficialităților. 

### Launch Assist System (LAS)
În 2018 Dumitru a inițiat proiectul Launch Assist System (LAS), care folosește o tehnologie de propulsie ecologică, pe bază de apă. Acest sistem, deși mai ineficient decât sistemele de propulsie poluante, a fost considerat ideal pentru a fi folosit ca “boooster” pentru rachetele clasice, datorită costului mic de fabricație și operare și a emisiilor nepoluante. 

### EcoRocket

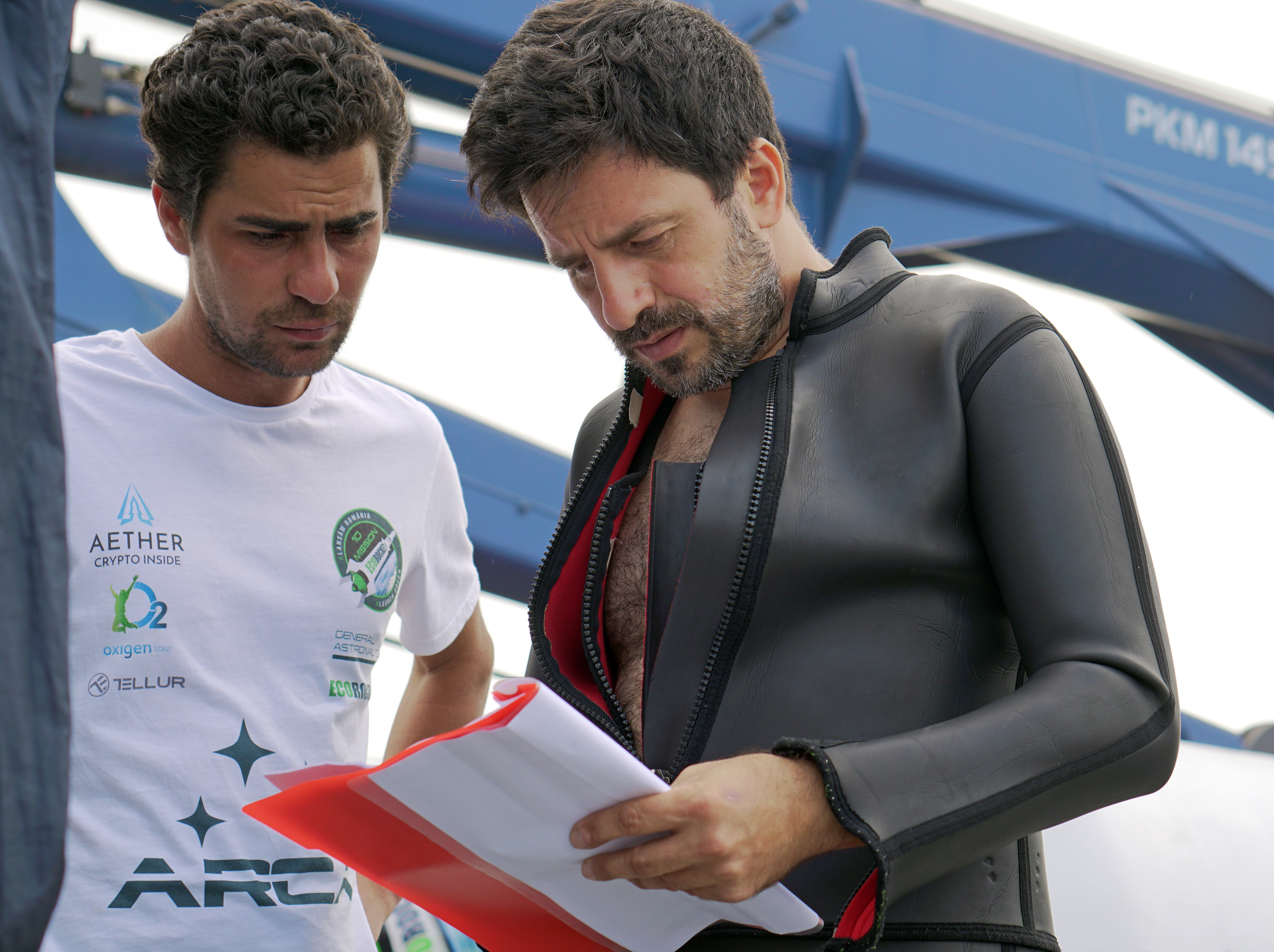
Dumitru Popescu în 2021, în timpul testelor pe mare pentru EcoRocket, la bordul navei Capt. Comandor Alexandru Cătuneanu aparținând Forțelor Navale Române.

În cadrul unui eveniment distribuit live pe YouTube in 2019, Dumitru a prezentat EcoRocket, o rachetă care folosește tehnologia de propulsie ecologică Launch Assist System (LAS) pentru primele două trepte ale rachetei.  Dumitru a coordonat activitatea de testare pe mare a EcoRocket în cadrul Misiunii EXAM Misiunea 10, desfășurată cu sprijinul navei Căpt. Comandor Alexandru Cătuneanu. 

## Cinematografie
Dumitru Popescu a jucat în trei filme de cinema: „Space Tourists” de Christian Frei, documentarul românesc „Spirit” de Cătălin Leescu și filmul „Helen - Cât de departe ai merge”, produs de ARCA, care urma să fie lansat pe 8 august 2012.

## Viața personală
A fost căsătorit cu Simona Popescu, începând cu anul 2000. Simona Popescu a îndeplinit și funcția de PR în cadrul ARCA . Popescu are un copil, Luca Popescu, din căsătoria cu Simona Popescu.    Cei doi au divorțat în anul 2015.
A fost căsătorit a doua oară în Statele Unite, divorțând în 2017. 
Începând din anul 2019 Dumitru Popescu este într-o relație cu psiholog Larisa Manole  care este implicată în cadrul ARCA, fiind consilierul echipei.     

## Politică, religie și mediu

### Politică
Nu se cunoaște orientarea politică a lui Dumitru Popescu. Din puținele referințe pe această temă știm că în 2019 a participat la festivitate de decernare a premiilor Partidului Național Liberal , iar în 2017 ARCA a fost vizitată de către Congresmanul Republican Steven Pierce. 

### Religie
Popescu este creștin-ortodox.

### Mediu
Popescu este preocupat de problemele de mediu, propunând în 2019 o tehnologie de rachetă cu propulsie ecologică, Launch Assist System (LAS) și ulterior, în 2020, EcoRocket, fiind un critic al metodelor de propulsie poluante și toxice folosite în prezent în industria spațială. 

## Apariții publice
Se pare că Popescu nu este foarte activ în cadrul evenimentelor sociale, cu excepția câtorva apariții în cadrul comunității din domeniul aerospațial. 
A participat în 2004 la X Prize Gala, organizată în St. Louis, Missouri, în cadrul căreia a fost acordat premiul Ansari X Prize în valoare de $10 milioane companiei Scaled Composites, în același timp fiind recunoscute eforturile și realizările celorlalte echipe, inclusiv ARCA.
Dumitru a participat ca speaker la International Symposium for Personal Spaceflight (ISPCS) organizat în cadrul X Prize Cup 2005, Las Cruces New Mexico 
În anul următor a participat din nou la ISPCS ca speaker prezentând sistemul Stabilo dezvoltat de ARCA.
În anul 2008 a participat la sediul Google la reuniunea echipelor din cadrul Google Lunar X Prize.
În anul 2012 a prezentat racheta Haas 2C în Piața Victoriei din București, răspunzând întrebărilor presei și publicului.
În anul 2015 participă pentru ultima oară ca speaker la ISPCS, prezentând aeronava AirStrato și planurile ARCA pentru continuarea dezvoltării rachetei Haas în New Mexico.
Popescu a prezentat ArcaBoard în 2016 în fața prințului Albert II de Monaco, și a Prim-Ministrului Serge Telle, în cadrul unui eveniment public desfășurat în Principat. Popescu însuși a demonstrat ArcaBoard în fața oficialităților.
Dumitru a participat în 2017 la prezentarea publică a rachetei Haas 2CA din cadrul Muzeului de Istorie a Zborului Spațial din Alamogordo, New Mexico.
În 2019 Dumitru a prezentat public expoziția permanentă ARCA deschisă în cadrul Muzeului Național al Aviației Române, care cuprinde tehnică Aerospațială dezvoltată la ARCA în ultimii 19 ani.
În anul 2021, Dumitru Popescu a participat la prezentarea publică a EcoRocket desfășurată în Piața Ovidiu din Constanța, în cadrul căreia a răspuns întrebărilor presei invitată la eveniment.

## Cărți
Activitatea lui Dumitru Popescu din cadrul competiției X Prize a fost prezentată de către autoarea americană Julian Guthrie în cartea How to Make a Spaceship: A Band of Renegades, An Epic Race, And the Birth of Private Spaceflight

## Controverse
Enrico Flamini, reprezentantul Agenției Spațiale Italiene a declarat public în 2016, că firma lui Popescu este de vină pentru prăbușirea capsulei ExoMars pe Planeta Roșie. Raportul ESA privind cauzele prăbușirii a arătat de fapt, că prăbușirea s-a datorat erorilor sistemului de dirijare care a fost realizat, așa cum a dezvăluit firma lui Popescu într-un comunicat de presă, tocmai de către o companie italiană.
Dumitru Popescu a fost reținut de către autoritățile din Atlanta în 2017 în baza unui mandat emis de către New Mexico Securities Division, cu acuzația de fraudă cu securități, acuzații formulate de către a doua soție și Michael Persico, un partener de afaceri din Chicago. Dumitru Popescu a respins categoric acuzațiile, afirmând în presă că a fost victima unui complot la care cei doi ar fi fost parte. Popescu a apărut în tribunal, în fața Marelui Juriu din Dona Ana County, New Mexico, unde timp de 14 ore a prezentat dovezi. În urma audierii, Marele Juriu a decis că acuzațiile care i s-au adus lui Popescu sunt neîntemeiate, iar procurorul districtual a renunțat la caz. Popescu s-a apărat singur după ce avocatul său a fost compromis.